# Sirnîkî, Peremîșleanî
Sirnîkî (în ucraineană Сірники) este un sat în comuna Lanî din raionul Peremîșleanî, regiunea Liov, Ucraina.

## Demografie
Componența lingvistică a localității Sirnîkî
     Ucraineană (100%)
Conform recensământului din 2001, toată populația localității Sirnîkî era vorbitoare de ucraineană (100%).